# Jardín de pájaros tropicales
El Jardín de pájaros tropicales ( en francés : Jardin d'oiseaux tropicaux), es un parque zoológico y botánico de unas 6 hectáreas de extensión en La Londe-les-Maures, Francia.

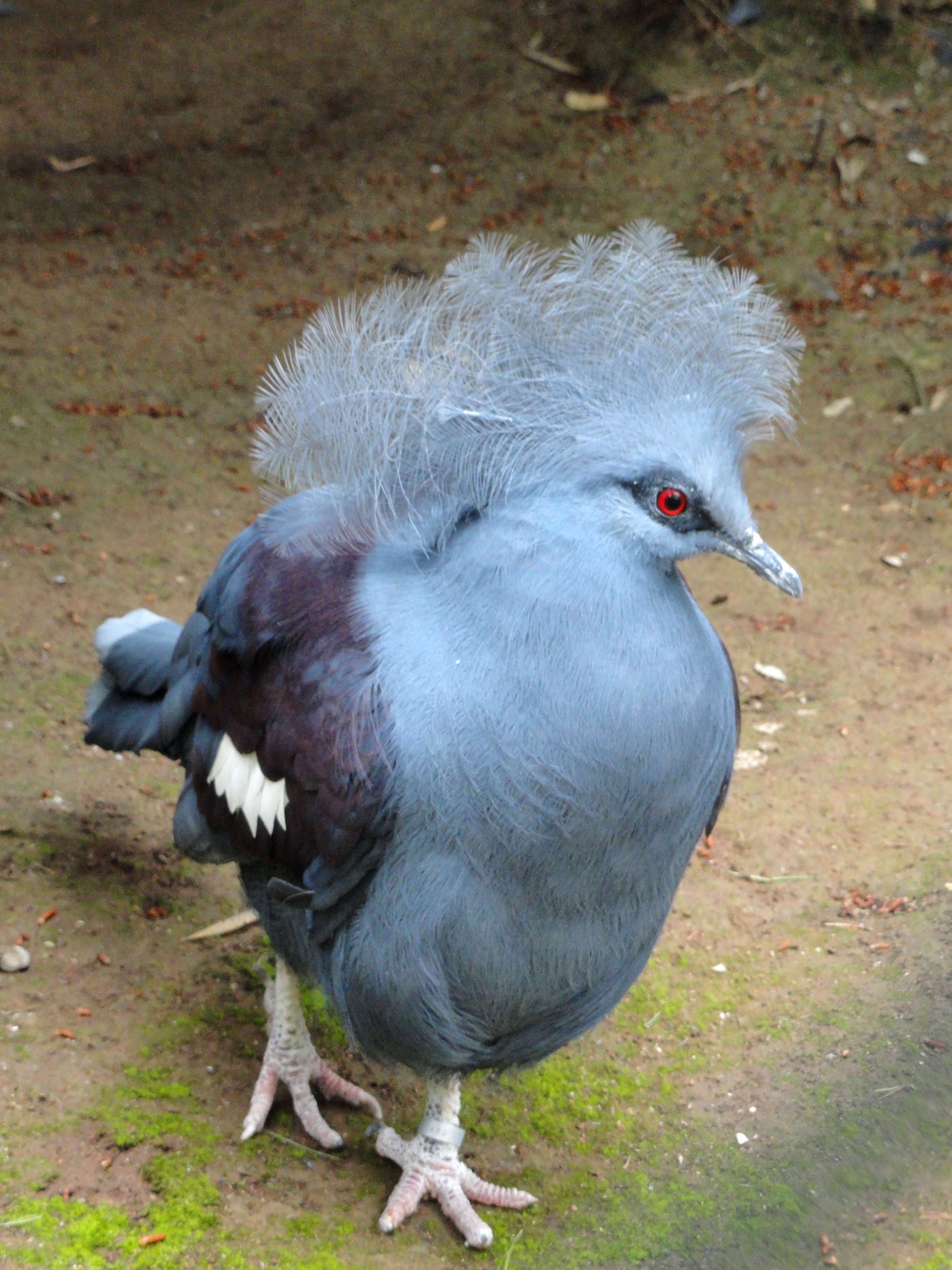
Goura cristata en el "Jardin d'oiseaux tropicaux".

## Localización
La comuna de "La Londe-les-Maures" está situada en la costa mediterránea, en el extremo sur del "Massif des Maures". 
En esencia, el macizo de los Maures son rocas muy antiguas formadas entre finales del Proterozoico y el Paleozoico tardío. Estas son rocas cristalofilianas y cristalinas.
El « massif des Maures » (macizo de las Maures) alberga la reserva natural nacional de « la Plaine des Maures » (llanura de las Maures).
Jardin d'oiseaux tropicaux La Londe-les-Maures, Département de Var, Provence-Alpes-Côte d'Azur, France-Francia.
Planos y vistas satelitales43°08′17″N 6°14′04″E / 43.13806, 6.23444
Está abierto a diario, se paga una tarifa de entrada.

## Historia
El jardín fue creado en 1989.
En el año 2008 fue designado como « Jardin Remarquable» ( jardín notable por el Ministère de la Culture et de la Communication.
En la proximidad se encuentra la « La Plaine des Maures » (La llanura de las Maures)
que está clasificada como reserva natural nacional por el decreto n.º 2009-754 de 23 de junio de 20097. Esta es la primera reserva del departamento de Var.
El perímetro de la reserva natural nacional se ha inscrito igualmente en la red Natura 2000 compuesto del SIC « la Plaine et le Massif des Maures » y de la ZPS « Plaine des Maures ».

## Colecciones
El jardín dispone de una importante colección de plantas succulentas y en especial de yuccas (más de 40 taxones y de agaves (más de 100 taxones), lo que le vale el reconocimiento de "Collection National" por el Conservatorio de colecciones vegetales especializadas (CCVS) 
También alberga una colección de numerosas especies de bambús y de palmeras. 
Así mismo es un conservatorio de especies de aves en vía de extinción. 
Alberga unos 450 especímenes de aves tropicales representando a 80 especies procedentes de Asia, África, y Suramérica, con notables colecciones de cracinos, bucerótidos, cucaburras, loros, periquitos, colúmbidos, y turacos, así como de primates (lémures).
El jardín participa en la conservación de numerosas especies animales y vegetales raras.
Algunas de las especies de Agave que se encuentran en la "Jardin d'oiseaux tropicaux".

Agaves
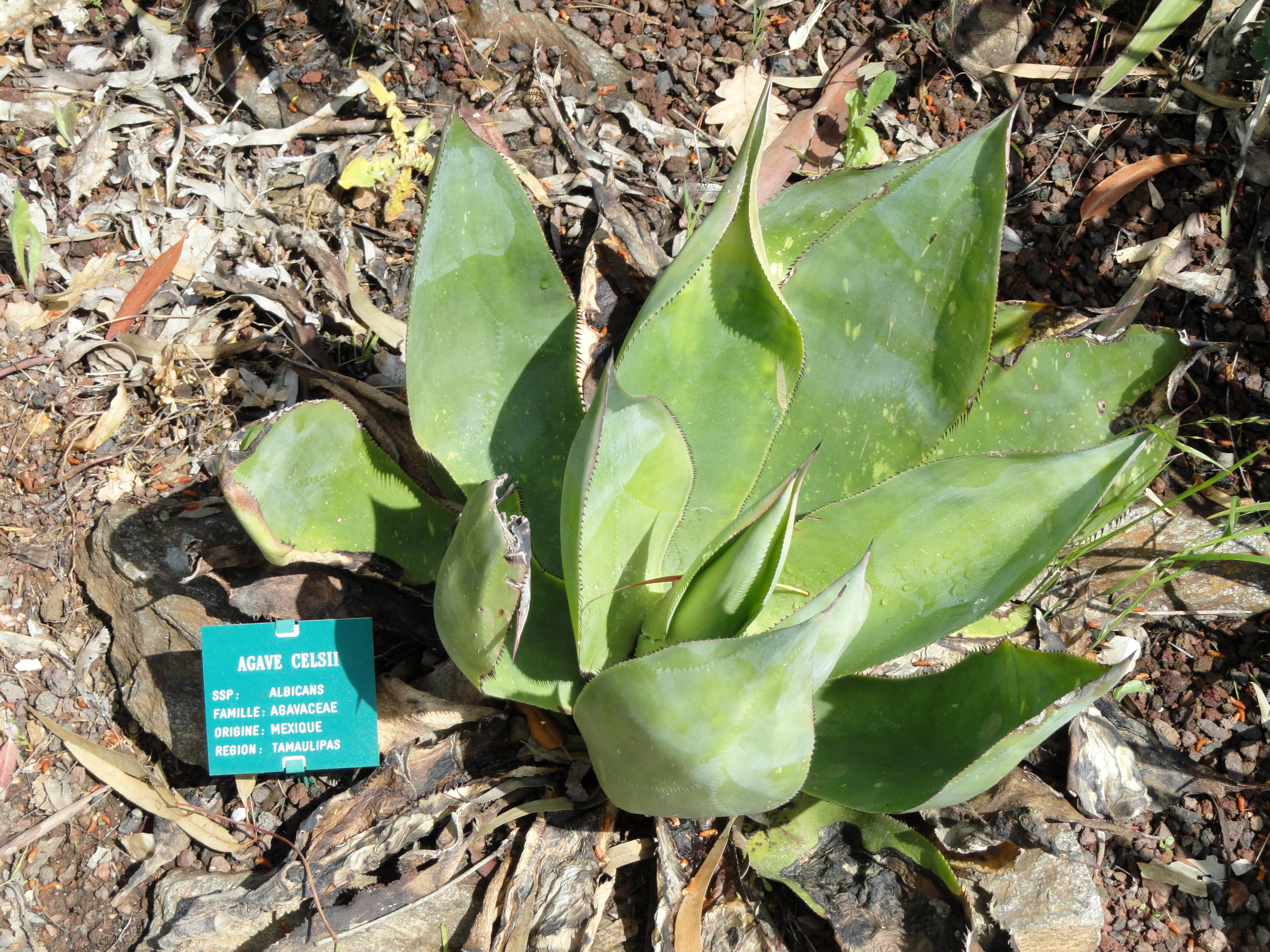
Agave celsii
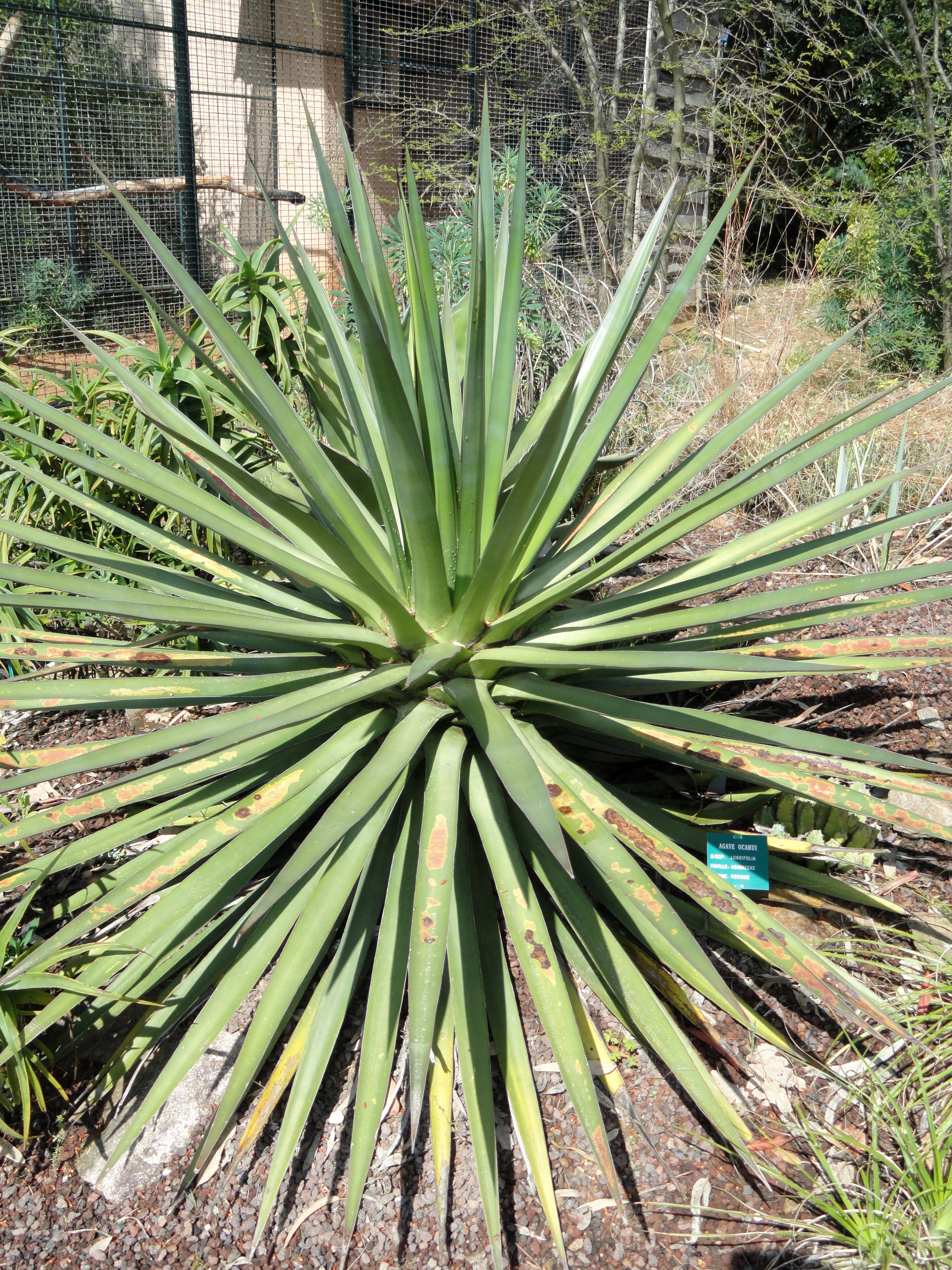
Agave ocahui
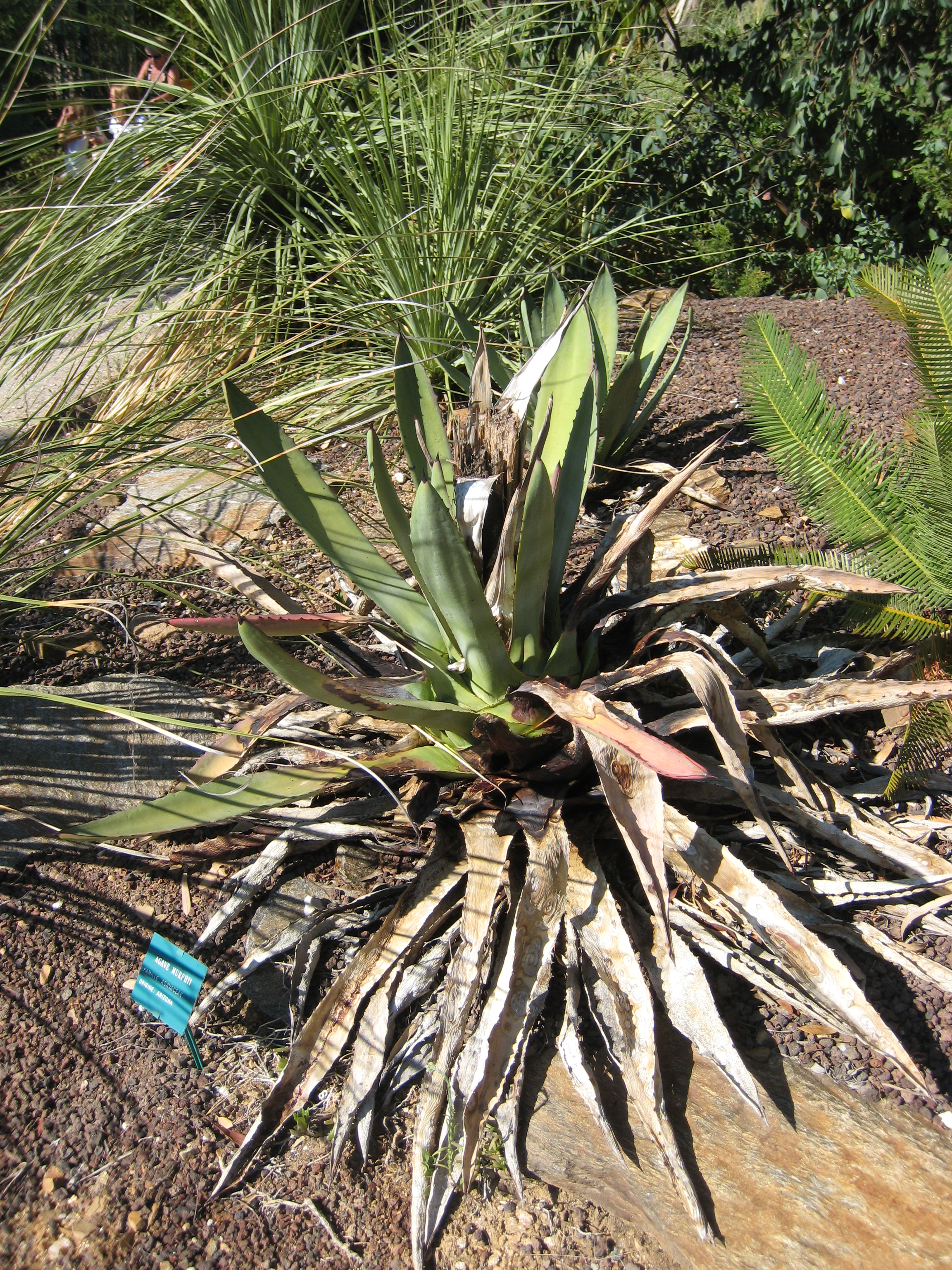
Agave murphii
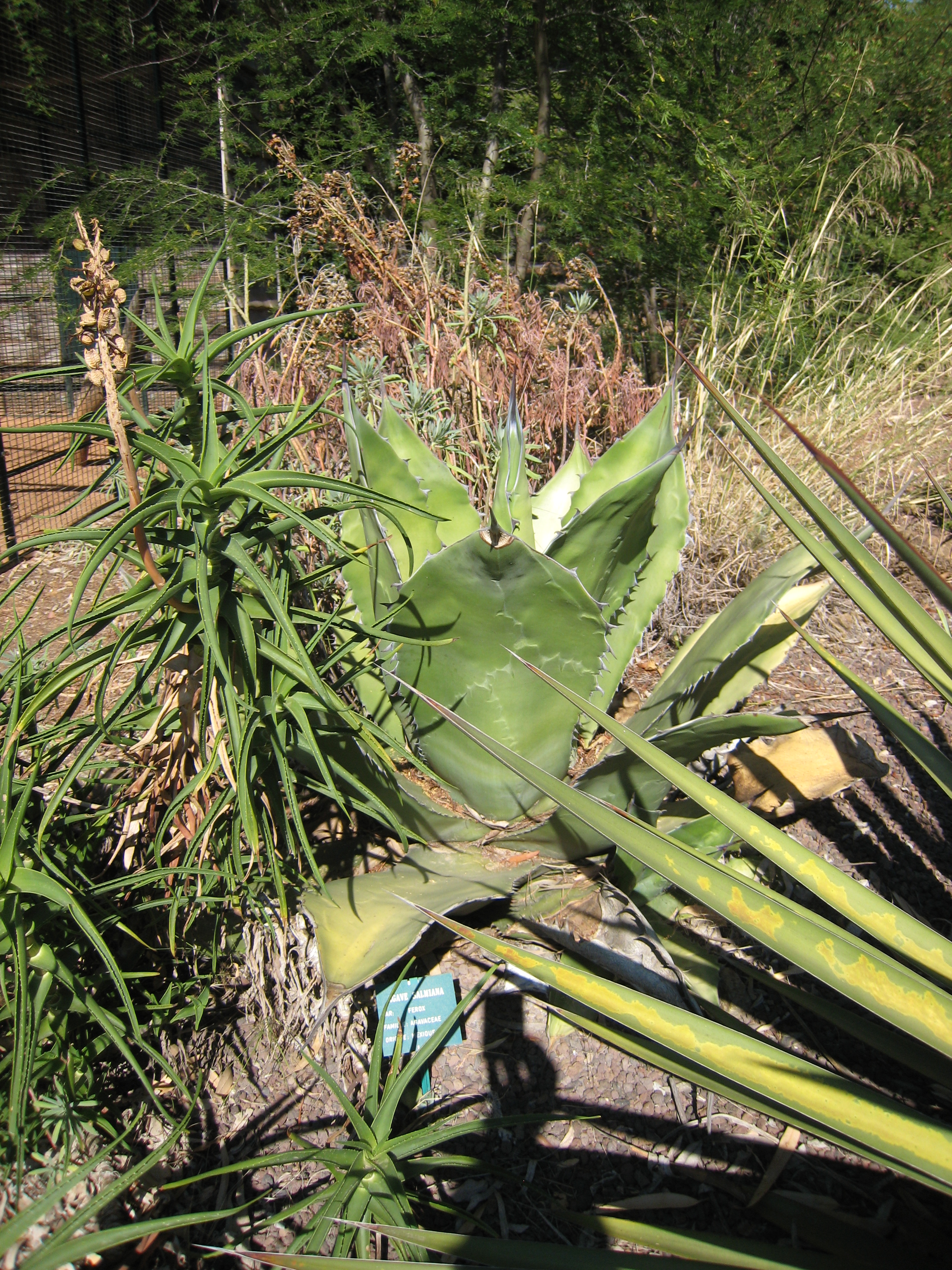
Agave salmiana
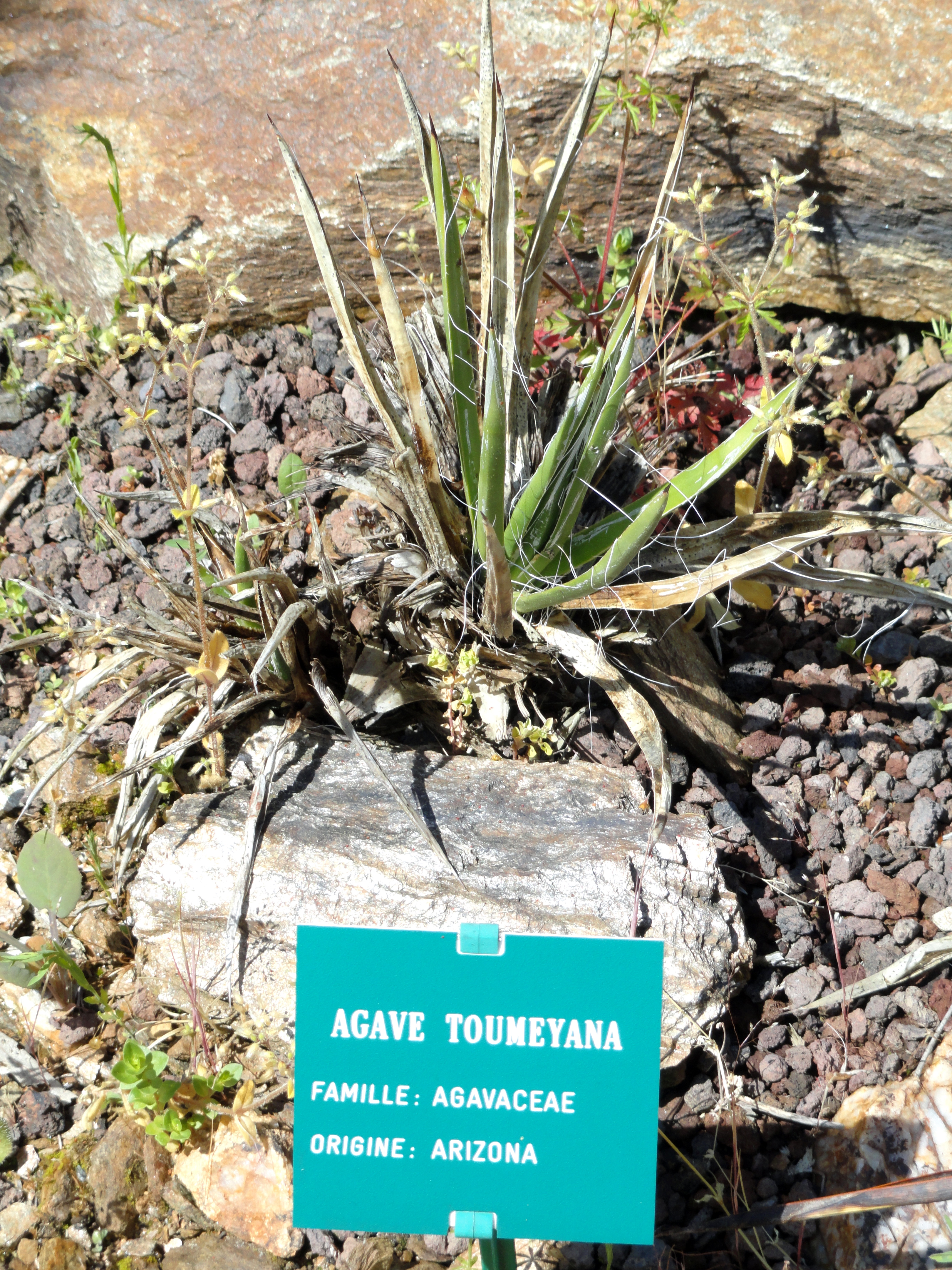
Agave toumeyana
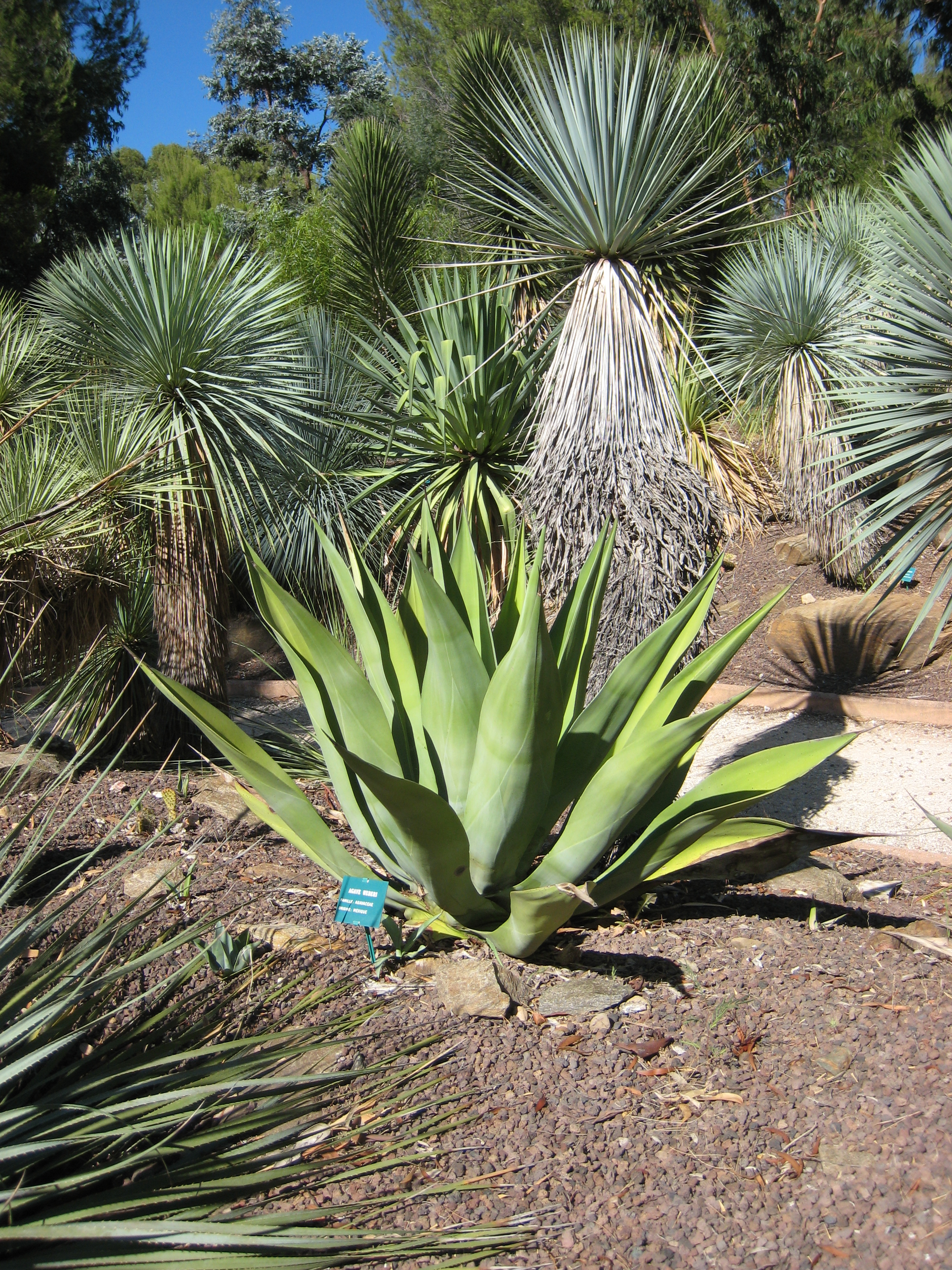
Agave weberi
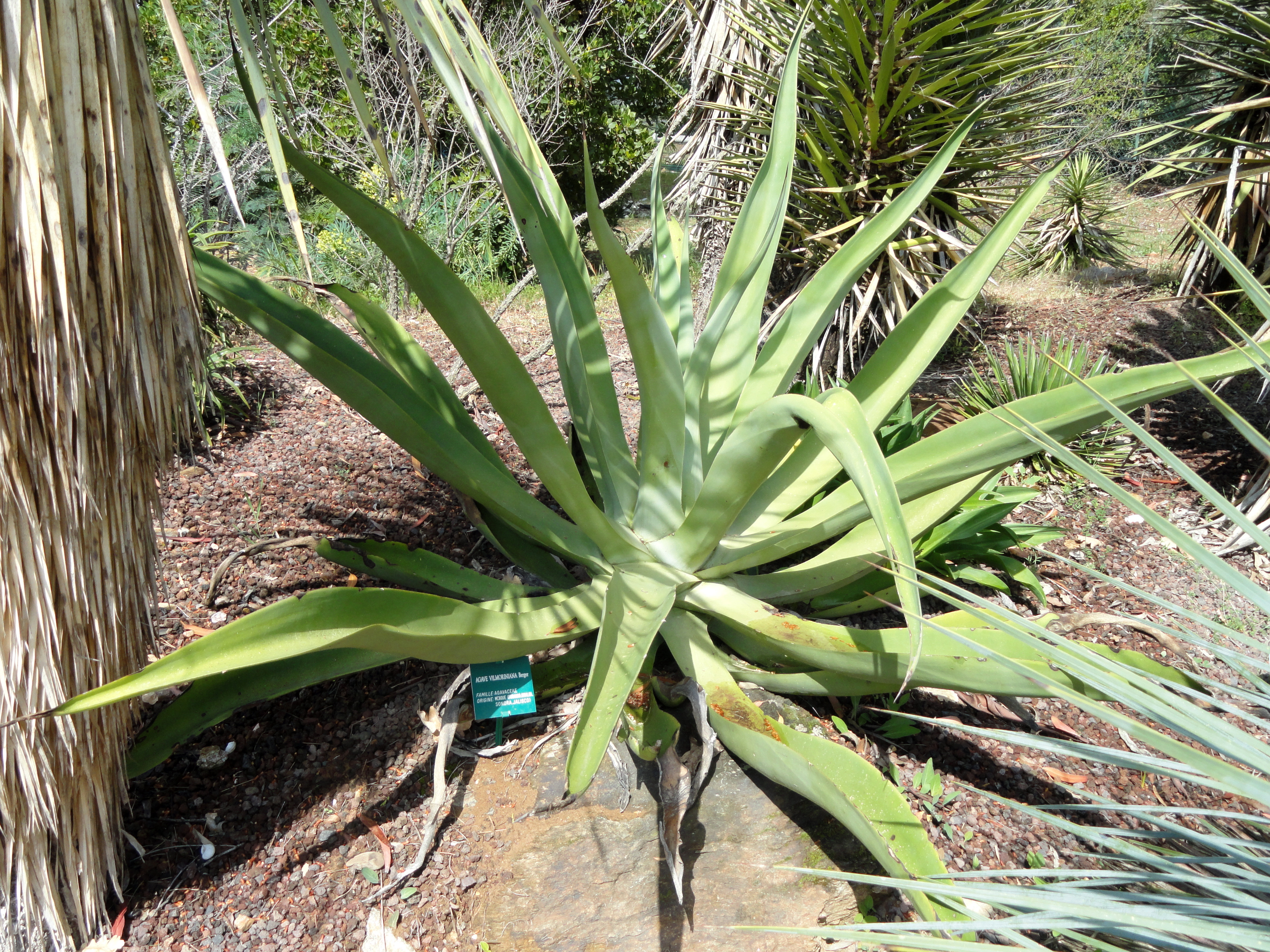
Agave vilmoriniana

Algunas de las especies de Yucas que se encuentran en la "Jardin d'oiseaux tropicaux".

Yucas
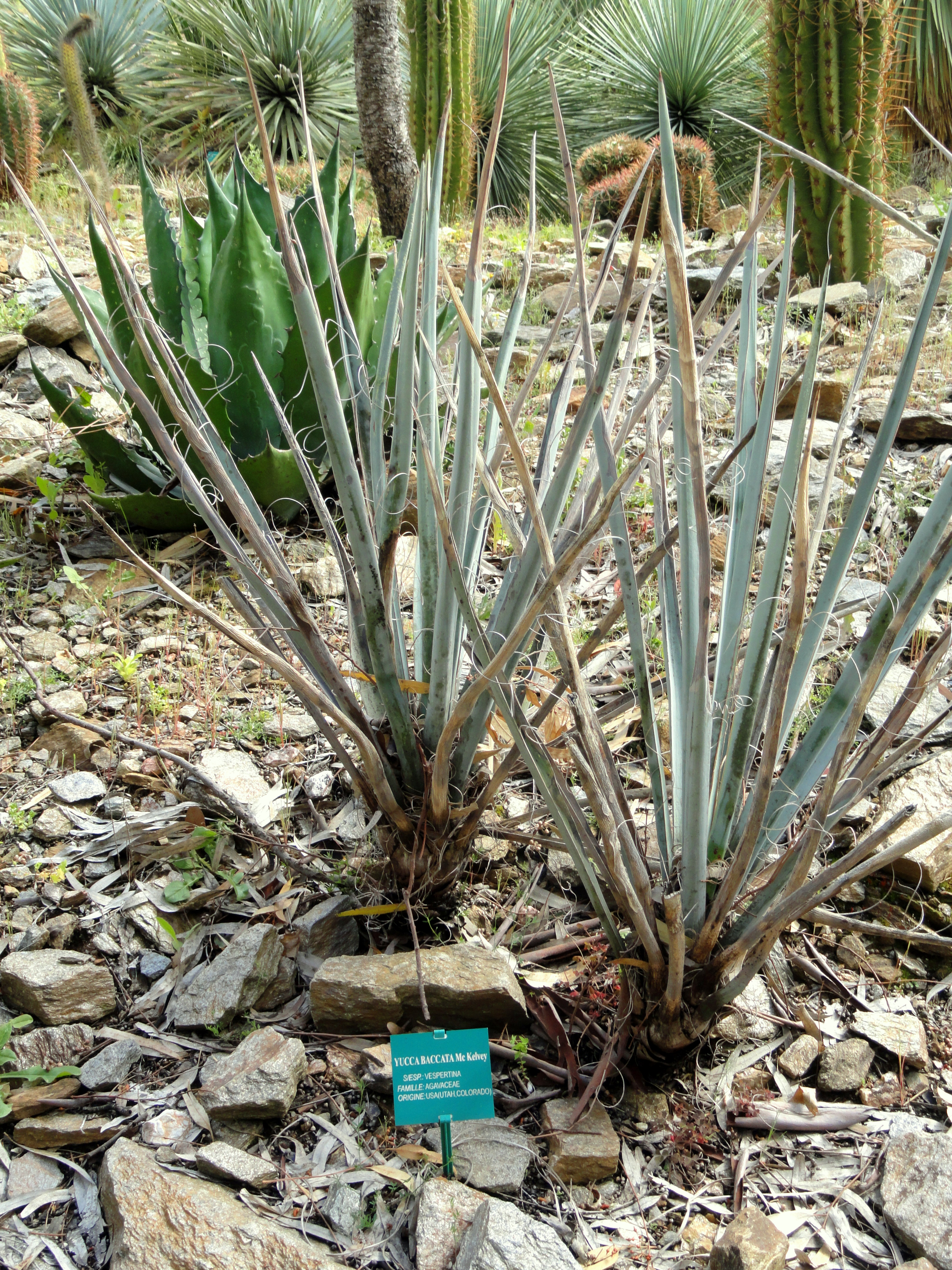
Yucca baccata
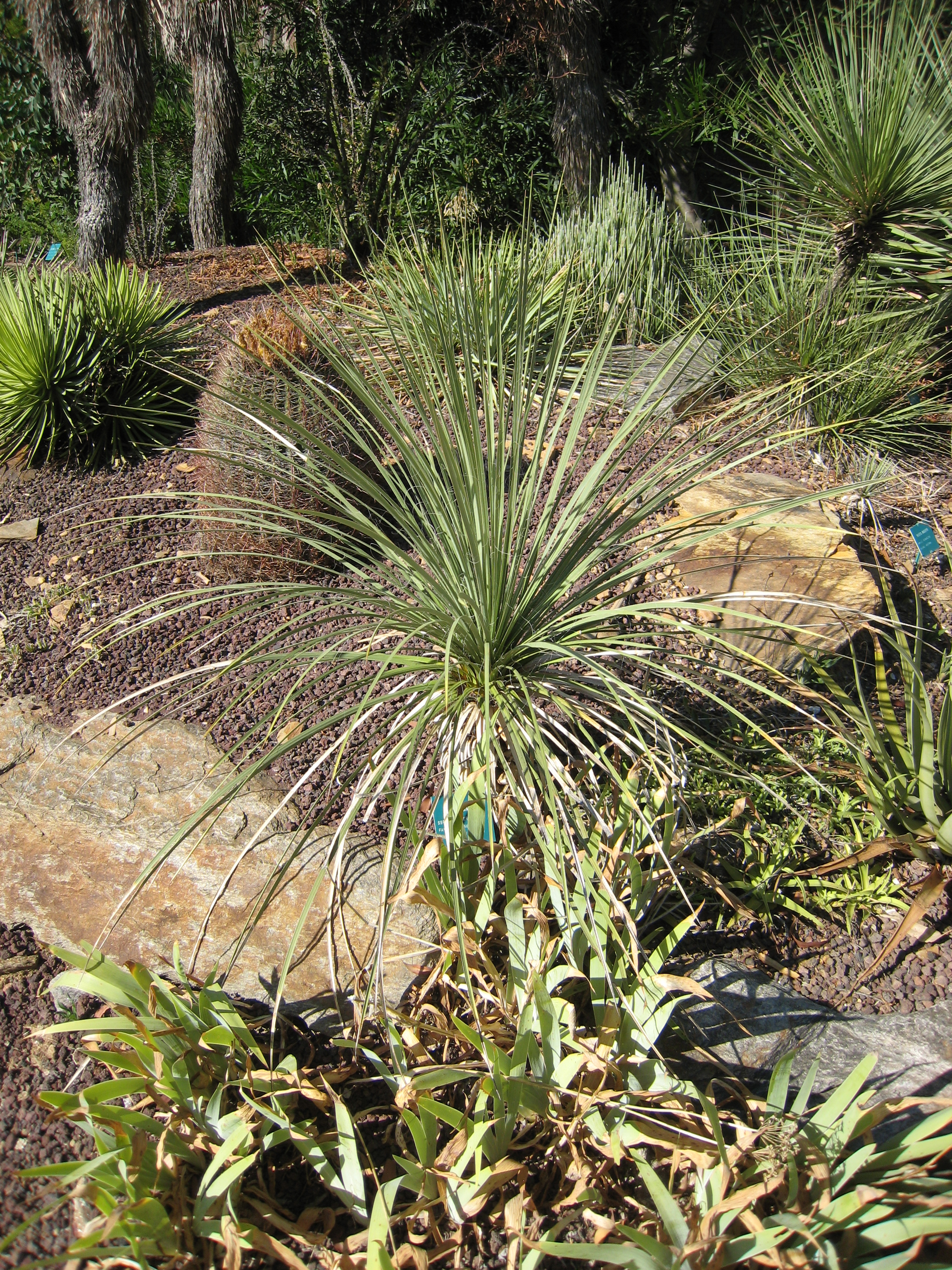
Yucca baileyi
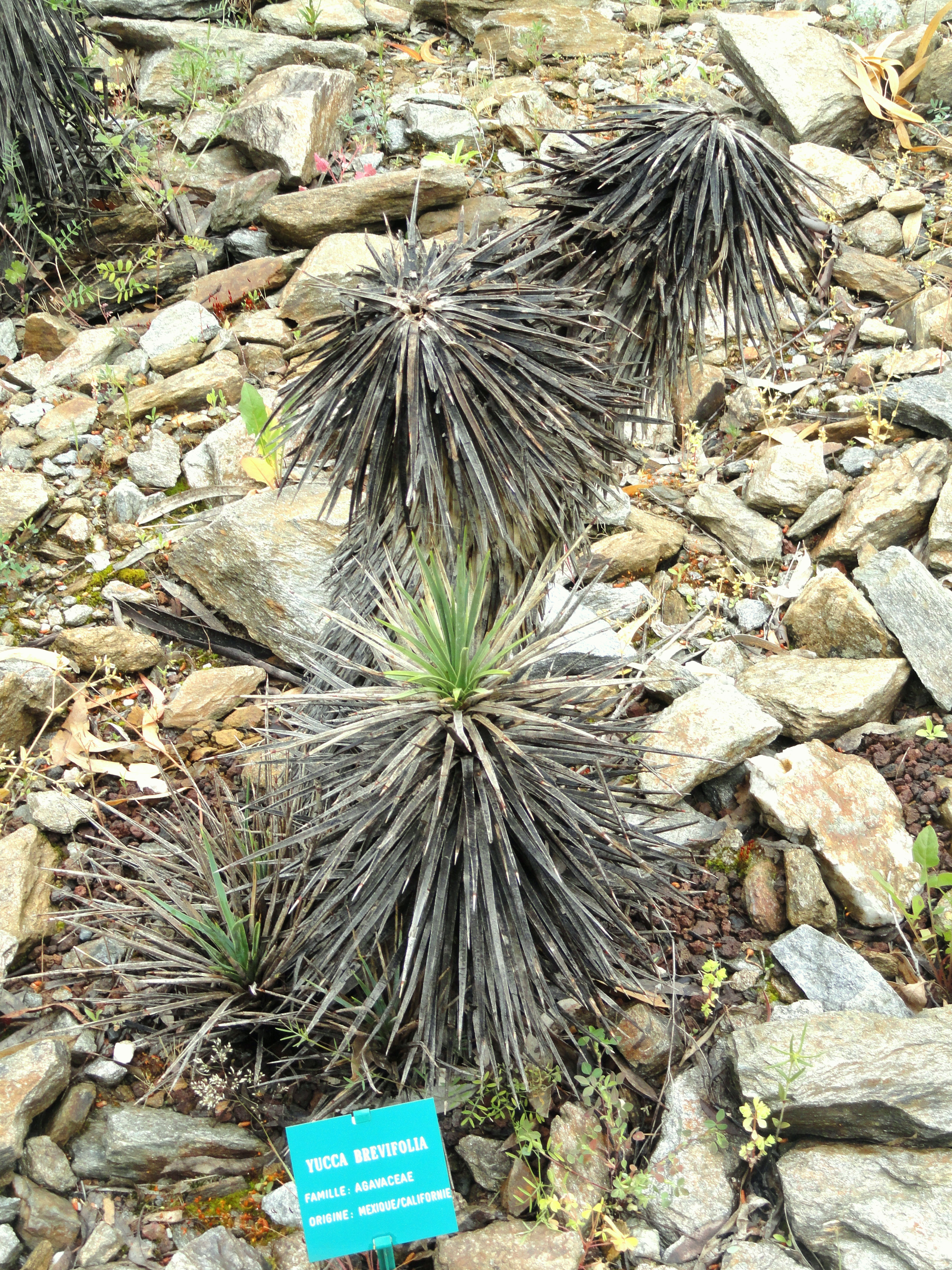
Yucca brevifolia
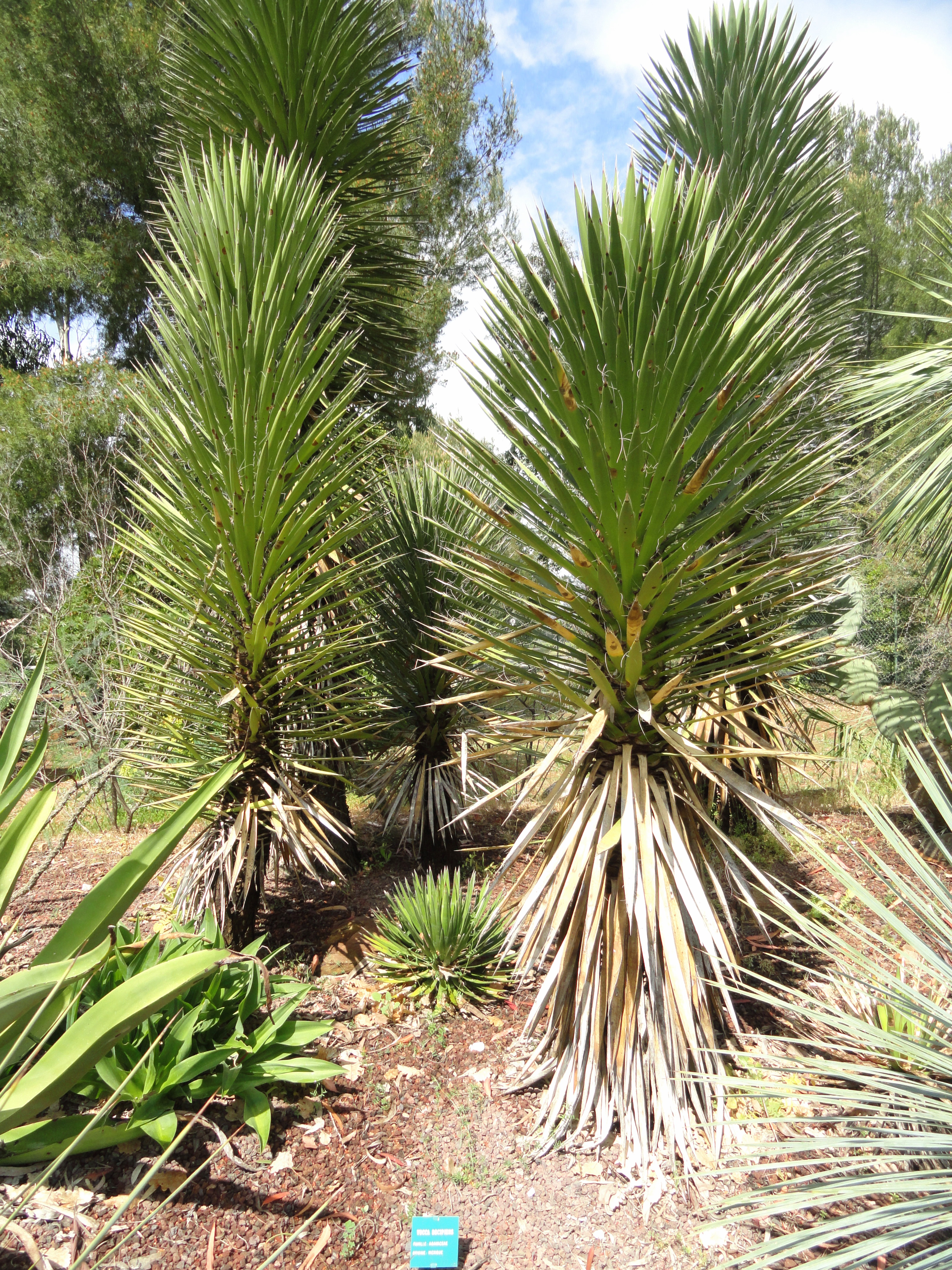
Yucca decipiens
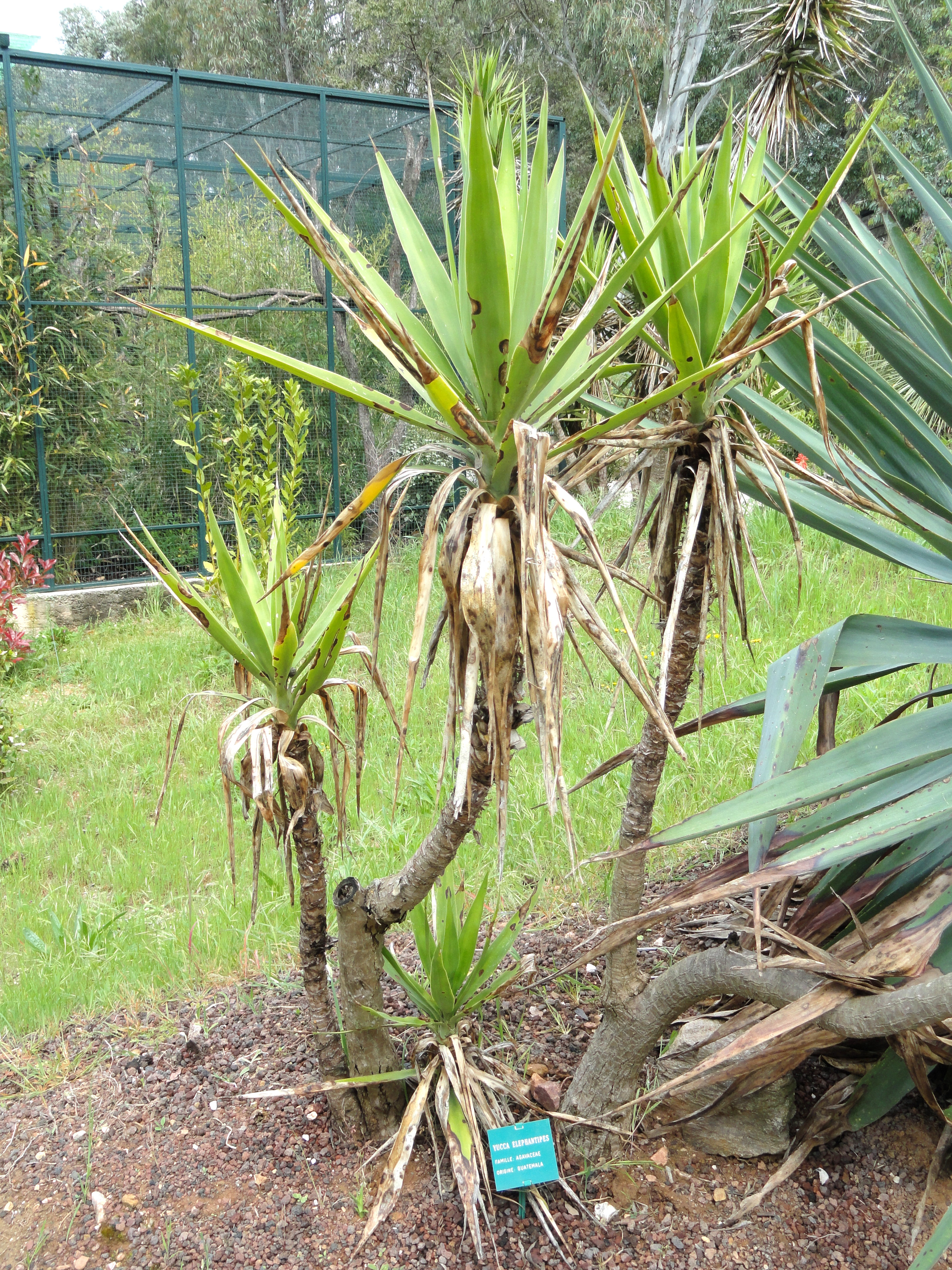
Yucca gigantea
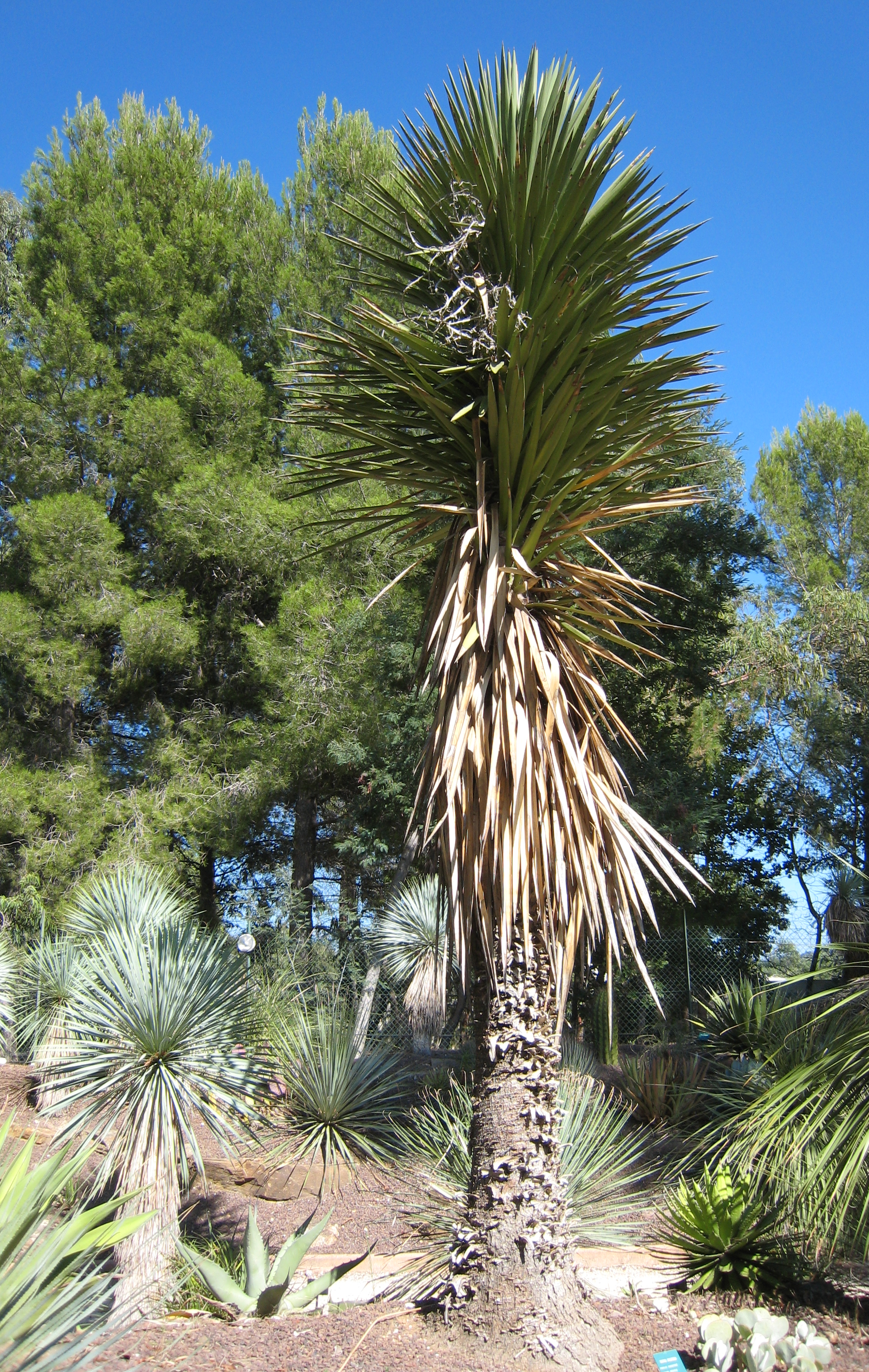
Yucca filifera
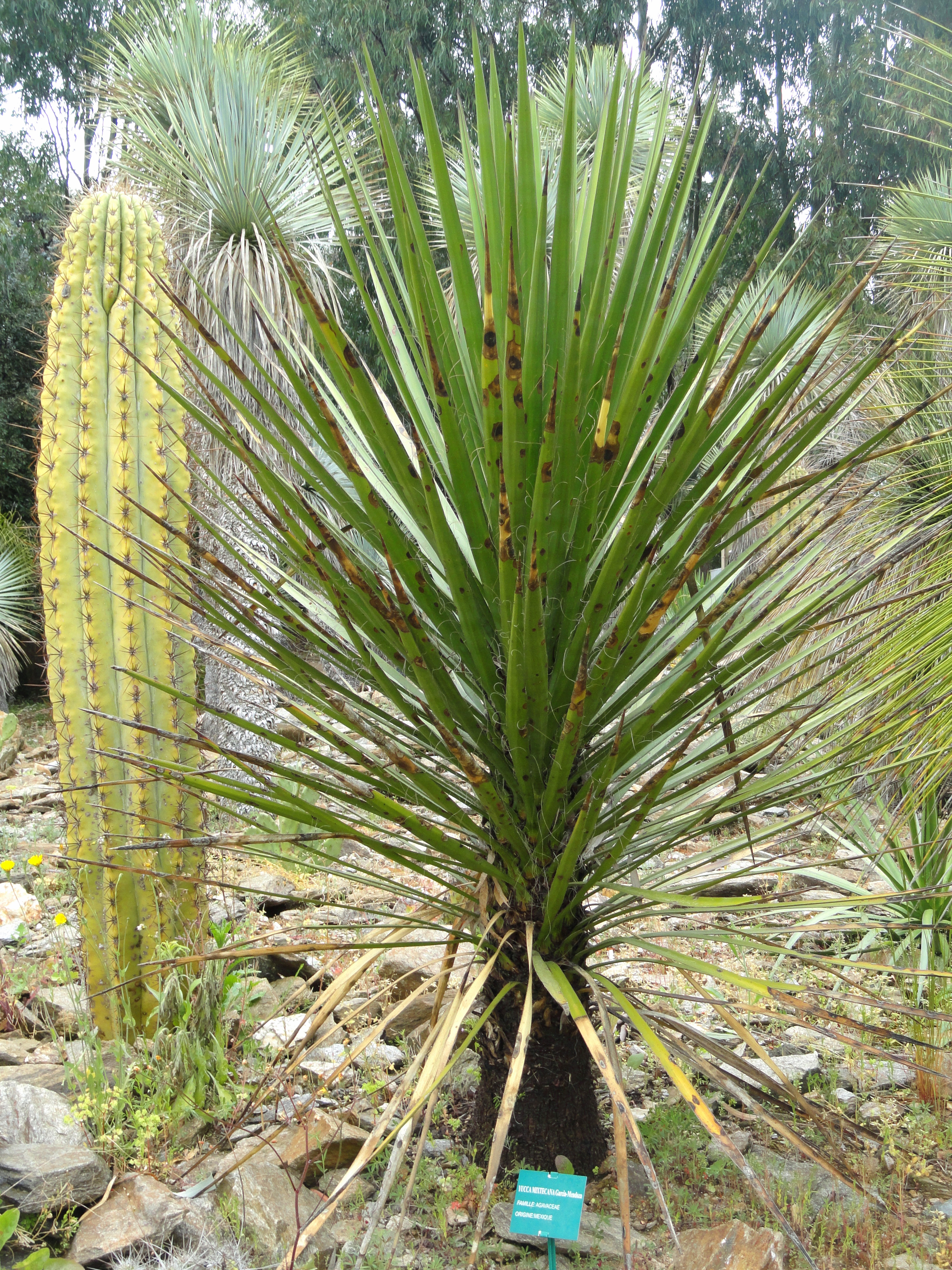
Yucca mixtecana